# Dichtbehaarter Halsbock
Der Dichtbehaarte Halsbock, auch  Grüner Schmalbock (Lepturobosca virens, Syn.: Leptura virens), ist ein Käfer aus der Familie der Bockkäfer und der Unterfamilie der Schmalböcke.
Der grünlich grauen Färbung seiner dichten Behaarung verdankt der Käfer den Artnamen virens  (lat.)  ‚grünend‘ seines wissenschaftlichen Namens sowie den deutschen Namen „Grüner Schmalbock“. Der Gattungsname Lepturobosca bezieht sich auf die Gattung Leptura, zu der Lepturobosca früher als Untergattung gerechnet wurde, und enthält βόσκω ‚bósko‘ ‚ich weide‘ (altgriechisch).
| Vorderansicht    | Aufsicht         |
| Abb. 1: von vorn | Abb. 2: von oben |

## Merkmale des Käfers
Der 14 bis 22 Millimeter lange Käfer hat die typische lange, sich nach hinten verschmälernde und leicht gekrümmte Figur der Schmalböcke. Es ist überall grün oder grau lang behaart, die schwarze Körperfarbe erscheint höchstens an den Gelenken das Außenskeletts.
Der fast runzelig punktierte Kopf mit den braunen Mundwerkzeugen ist schräg nach vorn unten geneigt. Die für Bockkäfer typischen langen Fühler sind auf der Kopfoberseite vor der Ausrandung der Augen eingelenkt. Das erste Fühlerglied ist sehr kräftig, das zweite fast ringförmig kurz. Die übrigen neun Fühlerglieder sind gestreckt und an der Basis gelb. Die Fühler erscheinen dadurch auffallend geringelt. Sie erreichen das letzte Viertel der Flügeldecken. Zwischen den Einlenkungsstellen der Fühler ist der Kopf tief längs eingedrückt. Die nierenförmigen Facettenaugen überragen die Seiten des Kopfes stark. Ihr Abstand zu den Oberkiefern (Wangen) ist breit. Schläfen sind dagegen nicht ausgebildet, der Kopf verengt sich hinter den Augen unmittelbar zum Hals.
Der Halsschild ist kaum länger als breit, vorn stark eingeschnürt, die Unterseite der Vorderbrust zwischen Kopf und Vorderhüften jedoch nicht. Die Basis des Halsschildes ist nur wenig eingeschnürt, die Hinterwinkel sind nicht lang ausgezogen. Der Halsschild ist grob punktiert mit kleinen Querrunzeln. Hinter dem Vorderrand und vor dem Hinterrand ist er quer eingedrückt, außerdem trägt eine tiefe und breite Mittelfurche, die jedoch durch die Behaarung wenig auffällig ist (Abb. 1).
Die Flügeldecken sind dicht punktiert und verrunzelt. Sie verengen sich hinter den breiten Schultern ziemlich gleichförmig, beim Männchen stärker als beim Weibchen. Die Spitzen der Flügeldecken sind einzeln abgerundet mit einer leichten Außenecke. Das Schildchen fällt durch eine besonders dichte Behaarung auf.
Die Vorderhüften treten nach unten zapfenförmig vor. Die Tarsen sind scheinbar viergliedrig, da das kleine vierte Glied in der Ausbuchtung des dritten Gliedes versteckt ist.

## Biologie
Die Larven der Art entwickeln sich in Nadelbäumen, hauptsächlich Tannen (Abies), Waldkiefer (Pinus sylvestris) und Fichten (Picea). Die Käfer erscheinen in der Regel im Juni bis August, seltener bis September, und sind in Mitteleuropa in höheren Lagen von Juni bis August auf Blüten (Umbelliferae, Compositae, Sambucus racemosa, Veratrum album) oder an den Brutbäumen zu finden. Die stenotope Art bewohnt hauptsächlich Wälder der montanen bis subalpinen Zone bis in Höhen von 1800 Metern.
In Nordeuropa entwickelt sich die Larve in umgestürzten oder gefällten, in Zersetzung begriffenen Stämmen und Baumstümpfen. Die Fraßgänge werden im tieferen Splintholz angelegt. Das äußere weiche und das verfaulende Splintholz sowie das Kernholz werden gemieden. Die Verpuppung findet im späten Mai und im Juni im Splintholz statt. Die Imagines erscheinen Ende Juni und im Juli.

## Verbreitung
Die Art kommt in Europa in fast allen Ländern vor. Meldungen fehlen im Westen aus Portugal, den Beneluxstaaten, den Britischen Inseln und Dänemark, südöstlich ist die Art aus Kroatien, Griechenland, Mazedonien und Albanien sowie der europäischen Türkei nicht gemeldet. Auch aus der Republik Moldau liegt keine Meldung vor. Zudem lebt er in Sibirien, der Mongolei und China und wird als sibirisches Faunenelement angesehen.
Das Verbreitungsgebiet lässt sich in ein Nordareal und ein Südareal zerlegen. Das Nordareal erstreckt sich von  Skandinavien östlich bis nach Sibirien, die Mongolei und die Mandschurei. Das südliche Areal liegt rund um Pyrenäen, Alpen, den Balkan und die Karpaten.

## Systematik
Der Dichtbehaarte Halsbock ist eine eigenständige Art der Bockkäfer (Cerambycidae) und wird dort in die Gattung Leptuobosca (Reitter, 1913) innerhalb der Schmalböcke (Lepturinae) eingeordnet. Die wissenschaftliche Erstbeschreibung stammt von dem Naturforscher Carl von Linné, der ihn 1758 als Leptura virens beschrieb. Die Gattung wird als monotypisch betrachtet und enthält entsprechend nur diese Art.